# Lucjan Kulej
Lucjan Kulej, född 29 november 1896 i Danków, död i 13 juli 1971 i Katowice, var en polsk ishockeyspelare. Han var med i det polska ishockeylandslaget som kom på delad åttonde plats i Olympiska vinterspelen 1928 i Sankt Moritz.